# Tributilfosfato
El tributilfosfato o fosfato de tributilo, conocido comúnmente como TBP, es un compuesto organofosforado con la fórmula química CH3CH2CH2CH2O)3PO. Este líquido incoloro e inodoro tiene algunas aplicaciones como extractante y plastificante. Es un éster de ácido fosfórico con butan-1-ol.

## Producción
El fosfato de tributilo se fabrica por reacción de cloruro de fosforilo con butan-1-ol.
POCl3  +  3 C4H9OH  →   PO(OC4H9)3  +  3 HCl
La producción mundial se estima entre 3.000 y 5.000 toneladas.

## Usos
El TBP es un disolvente y plastificante para ésteres de celulosa como nitrocelulosa y acetato de celulosa. Se forman complejos hidrofobicos con algunos metales; estos complejos son solubles en disolventes orgánicos, así como (extracción de fluidos supercríticos) con CO2.  Los usos principales del TBP en la industria son como componente de aviones, fluido oleohidráulico, líquido de frenos y como solvente para la extracción y purificación de los minerales de los metales de las tierras rarass.
El TBP encuentra su uso como solvente en tintas, resinas sintética, gomas, adhesivos (a saber, para chapa de madera y contrachapado) herbicida y fungicida concentrados.
Como no tiene olor, se utiliza como antiespumante en soluciones de detergente, y en varios emulsións, pinturas y adhesivos. También se encuentra como antiespumante en etilenglicol-bórax. anticongelante solutions.[cita requerida] En lubricante basado en aceite, la adición de TBP aumenta la resistencia de la película de aceite. También se utiliza en mercerización de líquidos, donde mejora sus propiedades humectantes.  También se utiliza como un medio de transferencia de calor. TBP se utiliza en algunos productos de consumo como herbicidas y pinturas y bases de tinte diluidas en agua.

#### Química nuclear
Una solución de 15-40% (usualmente cerca de 30%) de tributilfosfato en queroseno o dodecano se usa en la extracción líquido-líquido. (extracción por solvente) de uranio, plutonio, y torio, las barras de uranio se gastan EB combustible nuclear disueltas en ácido nítrico, como parte de un proceso de reprocesamiento nuclear conocido como PUREX.
El envío de 20 toneladas de fosfato de tributilo a Corea del Norte desde China en 2002, coincidiendo con la reanudación de las actividades en el Central Nuclear de Yongbyon, fue considerado motivo de preocupación por los Estados Unidos y el Organismo Internacional de Energía Atómica; se consideró que esa cantidad era suficiente para extraer material suficiente para tal vez entre tres y cinco posibles armas nucleares.

## Riesgos
En contacto con ácido nítrico concentrado, la solución de TBP-keroseno forma aceite rojo peligroso y explosivo.